# طفاش والأربعين حرامي (فلم)
طفاش والأربعين حرامي هو فيلم بحريني، من إخراج يوسف الكوهجي، وتأليف أحمد الكوهجي ويوسف الكوهجي.

## الممثلون
- علي الغرير، بدور «طفاش».
- خليل الرميثي، بدور «جسوم».
- سلوى الجراش، بدور «عذاري».
- نورة البلوشي، بدور «أم عذاري».
- أمير دسمال.
- سلوى بخيت، بدور «أم سليمان».
- أحمد عيسى، بدور «حجي مكي».
- عبد الله وليد بدور «بو داوود».

## طالع أيضًا
- سوالف طفاش (مسلسل)

## وصلات خارجية
- طفاش والأربعين حرامي (فلم) في قاعدة بيانات الأفلام العربية